# Den Hvide By
Den Hvide By (russisk: Бе́лый Го́род; "Bely Gorod") er en bydel i Moskva, Rusland. Navnet stammer fra at bydelen var omgivet af en forsvarsmur bygget af hvide sten i slutningen af det 15. århundrede og nedrevet i slutningen af det 17. århundrede. Muren blev erstattet af flere boulevarder som tilsammen udgør Boulevardringen.
55°45′04″N 37°37′42″Ø / 55.7511°N 37.6283°Ø